# Fotogramas de Plata 1997
La 48a cerimònia de lliurament dels Fotogramas de Plata 1997, lliurats per la revista espanyola especialitzada en cinema Fotogramas, va tenir lloc el 2 de març de 1998 a la discoteca Joy Eslava de Madrid.

## Candidatures

### Millor pel·lícula espanyola
| Pel·lícula        | Director       | Resultat   |
| ----------------- | -------------- | ---------- |
| La buena estrella | Ricardo Franco | Guanyadora |

### Millor pel·lícula estrangera
| Pel·lícula        | Director      | Resultat   |
| ----------------- | ------------- | ---------- |
| L.A. Confidential | Curtis Hanson | Guanyadora |

### Tota una vida
| Intèrpret             | Resultat  |
| --------------------- | --------- |
| Fernando Fernán Gómez | Guanyador |

### Millor actriu de cinema
| actriu               | Pel·lícula                               | Resultat   |
| -------------------- | ---------------------------------------- | ---------- |
| Ángela Molina        | Carne trémula Edipo alcalde              | Guanyadora |
| Aitana Sánchez-Gijón | La camarera del Titanic                  | Candidata  |
| Maribel Verdú        | Carreteras secundarias La buena estrella | Candidata  |

### Millor actor de cinema
| Actor           | Pel·lícula                                                         | Resultat  |
| --------------- | ------------------------------------------------------------------ | --------- |
| Javier Bardem   | Carne trémula Perdita Durango                                      | Guanyador |
| Jordi Mollà     | La buena estrella Perdona bonita, pero Lucas me quería a mí        | Candidat  |
| Antonio Resines | Carreteras secundarias El tiempo de la felicidad La buena estrella | Candidat  |

### Millor curtmetratge
| Pel·lícula          | Director  | Resultat   |
| ------------------- | --------- | ---------- |
| Miranda hacia atrás | Pedro Paz | Guanyadora |

### Millor actor de televisió
| Actor         | Sèrie de televisió             | Resultat  |
| ------------- | ------------------------------ | --------- |
| Emilio Aragón | Médico de familia              | Candidat  |
| Imanol Arias  | Querido maestro                | Guanyador |
| Tito Valverde | Todos los hombres sois iguales | Candidat  |

### Millor actriu de televisió
| Actriu      | Sèrie de televisió      | Resultat   |
| ----------- | ----------------------- | ---------- |
| Lydia Bosch | Médico de familia       | Guanyadora |
| Lina Morgan | Hostal Royal Manzanares | Candidata  |
| Emma Suárez | Querido maestro         | Candidata  |

### Millor actriu de teatre
| Actriu           | Muntatge                             | Resultat   |
| ---------------- | ------------------------------------ | ---------- |
| Anabel Alonso    | Frankie y Johnny en el Clair de Lune | Candidata  |
| Amparo Larrañaga | Decíamos ayer                        | Candidata  |
| Charo López      | Tengamos el sexo en paz              | Guanyadora |

### Millor actor de teatre
| Actor/Companyia | Muntatge               | Resultat  |
| --------------- | ---------------------- | --------- |
| Karra Elejalde  | La kabra tira al monte | Candidat  |
| Joel Joan       | Sóc lletja             | Candidat  |
| José Sacristán  | El hombre de La Mancha | Guanyador |